# Hugo Wikander
Hugo Christian Wikander, född den 28 november 1879 i Askers församling, Örebro län, död den 5 april 1965 i Stockholm, var en svensk jurist. 
Wikander avlade filosofie kandidatexamen vid Uppsala universitet 1899, juris kandidatexamen 1904 och juris licentiatexamen 1908. Han promoverades till juris doktor 1909 och blev docent i civilrätt samma år. Wikander var tillförordnad professor i civilrätt 1909–1913 och i civilrätt samt internationell privaträtt 1913–1917. Han var hovrättsråd i Svea hovrätt 1918–1946, divisionsordförande där 1937–1946 och sakkunnig i olika departement, kommerskollegiet och generaltullstyrelsen 1916–1952. Wikander blev ledamot av Stockholms domkapitel 1941. Han blev riddare av Nordstjärneorden 1923, kommendör av andra klassen av samma orden 1931, kommendör av första klassen av samma orden 1945 samt kommendör av andra klassen av Vasaorden 1936.